# Rio Dumitreasa
O Rio Dumitreasa é um rio da Romênia, afluente do Someşul Rece, localizado no distrito de Cluj.